# Chaco-pekari
A Chaco-pekari (Catagonus wagneri) az emlősök (Mammalia) osztályának párosujjú patások (Artiodactyla) rendjébe, ezen belül a pekarifélék (Tayassuidae) családjába tartozó Catagonus nem egyetlen faja.

## Előfordulása

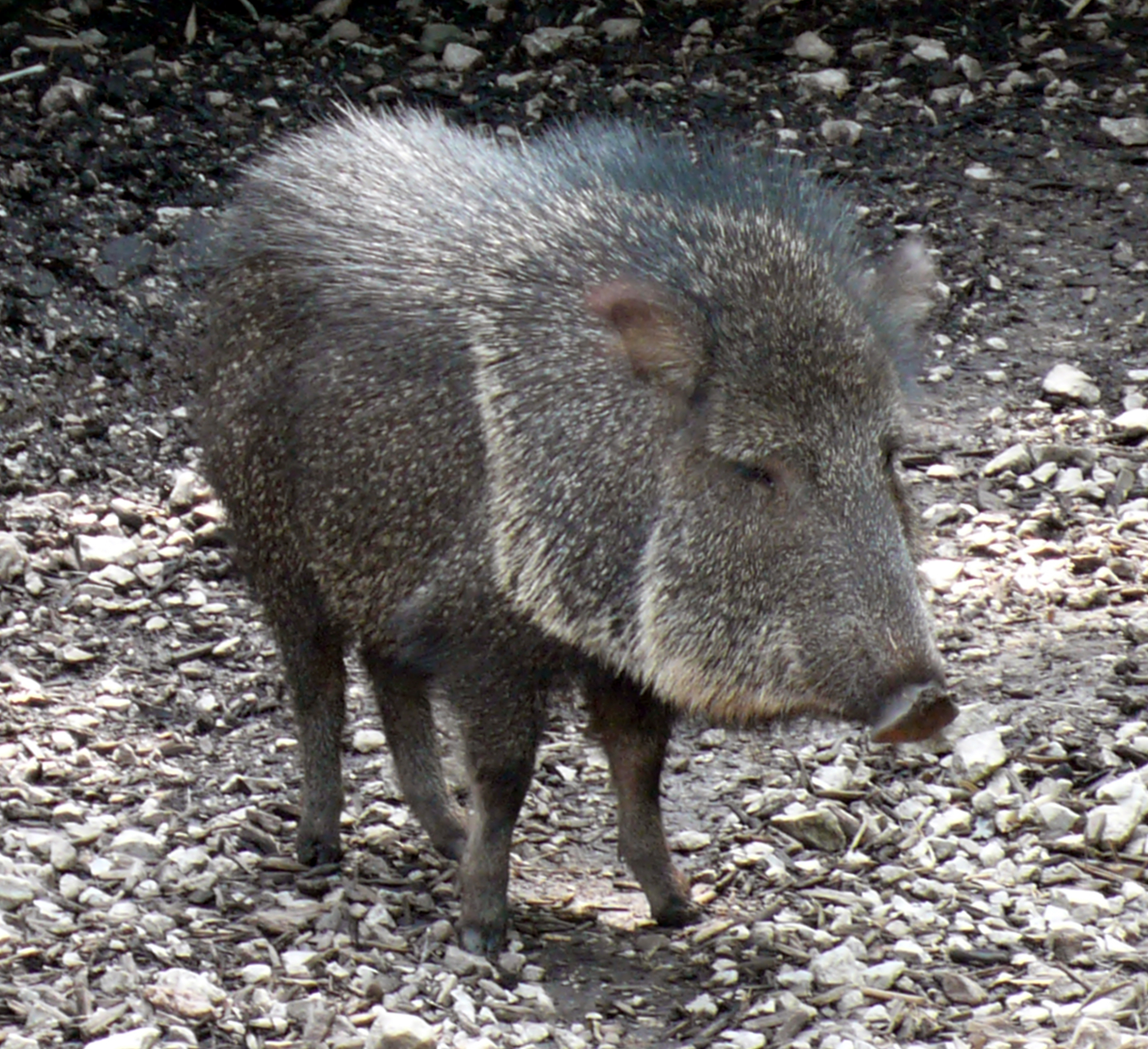

Dél-Amerika lakója a Gran Chacóban fordul elő. Beceneve a „zöld pokol disznója”, meleg, száraz vidéken él.

## Megjelenése
A test hossza 90–111 centiméter, a marmagassága 50–70 centiméter, testtömege 29,5–40 kilogramm. Hosszabb farka van, mint a többi pekarinak.

## Életmódja
Magvakat, gyökereket és kaktuszt fogyaszt. természetes ellenségei a puma és a jaguár.

## Természetvédelmi állapota
A vadászata és a szarvasmarhák túllegeltetése fenyegeti a faj életbenmaradását. Oly mértékben megfogyatkoztak, hogy egészen 1972-ig kihaltnak is hitték, amikor kutatók rátaláltak egy kis csoportra Paraguayban. Ezért az IUCN vörös listáján a veszélyeztetett kategóriában szerepel.

## Fordítás
- Ez a szócikk részben vagy egészben  a   Chaco-Pekari című német Wikipédia-szócikk ezen változatának fordításán alapul.  Az eredeti cikk szerkesztőit annak laptörténete sorolja fel. Ez a jelzés csupán a megfogalmazás eredetét és a szerzői jogokat jelzi, nem szolgál a cikkben szereplő információk forrásmegjelöléseként.